# Махалі Гуйє
Махалі Гуйє (д/н —1684) — 10-й дамель (володар) держави Кайор в 1683 році. Відомий також як Мафалі кумба Ндама.

## Життєпис
Походив з династії Фалл. 1684 року після загибелі стриєчного брата — дамеля Детіє Мараме — обирається новим правителем Кайору. В цей час держава була досить ослабленою Не зміг впоратися з внутрішніми заворушеннями. Через 6 місяців повалений родичем Махуредіа Діодіо Діуфом.